# 王廷琛
王廷琛（1935年9月14日—2004年11月8日），白族，云南大理凤仪人，中华人民共和国政治人物。第八届全国人大代表。

## 生平
1951年2月参加工作，1956年2月加入中国共产党。1957年7月起在大理州财政局工作，1965年4月至1966年5月任副局长。“文革”中受到冲击，1966年12月至1970年5月下放劳动。1970年6月，任大理州革委会调研组干事、副组长。1975年7月，任中共祥云县委副书记；1977年8月，任中共祥云县委书记、祥云县革命委员会主任，任内兴修水利工程，完成普淜水库大坝及输水干渠的修建。1980年12月，调任中共大理州委常委、秘书长。期间1982年1月至1984年5月兼任《大理报》总编辑。1985年5月，改任云南省税务局局长、党组书记。1989年3月，任中共昆明市委副书记，同年7月5日在昆明市八届五次人代会上补选为昆明市市长，任至1996年4月；任内成功申办1999年昆明世界园艺博览会，参加全国人代会时其提案《关于请求将滇池污染综合治理方案列入国家重点工程的议案》获批，并申请到世界银行贷款用于滇池治理。此后担任云南省园艺博览局局长、1999年昆明世界园艺博览会中国组委会副秘书长等职。2004年11月8日因病逝世，享年69岁。